# Kapustin Jar (miejscowość)
Kapustin Jar (ros. Капустин Яр) – wieś w Rosji, w obwodzie astrachańskim, w rejonie achtubińskim. W 2010 liczyła 5724 mieszkańców.